# Ascoli Calcio 1898 1982-1983
Questa voce raccoglie le informazioni riguardanti l'Ascoli Calcio 1898 nelle competizioni ufficiali della stagione 1982-1983.

## Stagione
Nella stagione 1982-1983 l'Ascoli disputò il settimo campionato di Serie A della sua storia.
Dopo lo straordinario sesto posto della stagione precedente, i marchigiani faticano parecchio, soprattutto a causa di un rendimento pessimo in trasferta (solo 4 pareggi e nessuna vittoria), riuscendo a salvarsi in un drammatico spareggio all'ultima giornata in casa contro il Cagliari, che sancisce la retrocessione in serie B della formazione sarda.
In Coppa Italia, dopo aver passato agevolmente il girone nel primo turno, la corsa si ferma agli ottavi contro il Verona (decisiva la manita subita in casa degli scaligeri nella gara di andata)

## Divise e sponsor
Lo sponsor ufficiale per la stagione 1982-1983 fu Pop84 Jeans.
| Prima divisa |

## Organigramma societario
Area direttiva
- Presidente: Costantino Rozzi
- Segretario: Leo Armillei

Area sanitaria
- Medico sociale: Orlando Bolla
- Massaggiatore: Ivo Micucci

Area tecnica
- Allenatore: Carlo Mazzone
- Allenatore in seconda: Mario Colautti
- Allenatore Primavera: Guido Capello

## Rosa
| N. |                   | Ruolo | Calciatore          |
| -- | ----------------- | ----- | ------------------- |
|    | Italia (bandiera) | P     | Fabio Brini         |
|    | Italia (bandiera) | P     | Luigi Muraro        |
|    | Italia (bandiera) | D     | Donato Anzivino     |
|    | Italia (bandiera) | D     | Simone Boldini      |
|    | Italia (bandiera) | D     | Angiolino Gasparini |
|    | Italia (bandiera) | D     | Andrea Mandorlini   |
|    | Italia (bandiera) | D     | Leonardo Menichini  |
|    | Italia (bandiera) | D     | Francesco Scorsa    |
|    | Italia (bandiera) | D     | Domenico Stallone   |
|    | Italia (bandiera) | C     | Gabriello Carotti   |
|    | Italia (bandiera) | C     | Walter De Vecchi    |

| N. |                           | Ruolo | Calciatore              |
| -- | ------------------------- | ----- | ----------------------- |
|    | Italia (bandiera)         | C     | Giuseppe Greco          |
|    | Italia (bandiera)         | C     | Giuseppe Iachini        |
|    | Italia (bandiera)         | C     | Enrico Nicolini         |
|    | Italia (bandiera)         | C     | Antonio Regoli          |
|    | Italia (bandiera)         | C     | Carlo Trevisanello (II) |
|    | Costa d'Avorio (bandiera) | C     | François Zahoui         |
|    | Italia (bandiera)         | A     | Paolo Monelli           |
|    | Italia (bandiera)         | A     | Carlo Muraro            |
|    | Italia (bandiera)         | A     | Walter Novellino        |
|    | Italia (bandiera)         | A     | Hubert Pircher          |

## Calciomercato
| Acquisti | Acquisti         | Acquisti   | Acquisti                 |
| R.       | Nome             | da         | Modalità                 |
| -------- | ---------------- | ---------- | ------------------------ |
| P        | Paolo Monelli    | Fiorentina | prestito (100 milioni £) |
| D        | Carlo Muraro     | Inter      | prestito (900 milioni £) |
| D        | Walter Novellino | Milan      | definitivo               |

| Cessioni | Cessioni          | Cessioni | Cessioni                   |
| R.       | Nome              | a        | Modalità                   |
| -------- | ----------------- | -------- | -------------------------- |
| P        | Fortunato Torrisi | Juventus | definitivo                 |
| D        | Gianluca De Ponti | Novara   | definitivo (450 milioni £) |

## Risultati

### Serie A

#### Andata
| Ascoli Piceno 12 settembre 1982 1ª giornata | Ascoli            | 0 – 0 | Genoa | Stadio Cino e Lillo Del Duca\| Arbitro: \| Angelelli (Terni) \| |
| Arbitro:                                    | Angelelli (Terni) |       |       |                                                                 |

| Arbitro: | Menicucci (Firenze) |

|                                  |           |  |
| Barbadillo 53’ Scorsa 79’ (aut.) | Marcatori |  |

| Arbitro: | Altobelli (Roma) |

|                          |           |                           |
| De Vecchi 6’ Monelli 12’ | Marcatori | 21’ Todesco 68’ Birigozzi |

| Arbitro: | Bergamo (Livorno) |

|                                |           |           |
| Prohaska 12’ Pruzzo 81’ (rig.) | Marcatori | 75’ Greco |

| Arbitro: | Magni (Bergamo) |

|                                       |           |  |
| Pircher 19’ De Vecchi 52’ Boldini 77’ | Marcatori |  |

| Arbitro: | D'Elia (Salerno) |

|                |           |  |
| De Agostini 1’ | Marcatori |  |

| Arbitro: | Paparesta (Bari) |

|                                |           |  |
| De Vecchi 34’ (rig.) Greco 65’ | Marcatori |  |

| Arbitro: | Longhi (Roma) |

|                                 |           |  |
| Scorsa 5’ (aut.) Beccalossi 63’ | Marcatori |  |

| Arbitro: | Menicucci (Firenze) |

|                           |           |                              |
| Monelli 62’ Novellino 85’ | Marcatori | 42’ Fanna 59’ Oddi 74’ Penzo |

| Napoli 21 novembre 1982 10ª giornata | Napoli                | 0 – 0 | Ascoli | Stadio San Paolo\| Arbitro: \| Ballerini (La Spezia) \| |
| Arbitro:                             | Ballerini (La Spezia) |       |        |                                                         |

| Arbitro: | Benedetti (Roma) |

|                    |           |  |
| Novellino 25’, 45’ | Marcatori |  |

| Arbitro: | Casarin (Milano) |

|               |           |  |
| Novellino 90’ | Marcatori |  |

| Arbitro: | Lanese (Messina) |

|                         |           |  |
| Selvaggi 45’ Borghi 86’ | Marcatori |  |

| Arbitro: | Facchin (Udine) |

|                |           |             |
| Mei 37’ (aut.) | Marcatori | 29’ Buriani |

| Arbitro: | Casarin (Milano) |

|                                  |           |                |
| Piras 23’ Poli 25’ Marchetti 50’ | Marcatori | 41’ Mandorlini |

#### Ritorno
| Genova 16 gennaio 1983 16ª giornata | Genoa           | 0 – 0 | Ascoli | Stadio Luigi Ferraris\| Arbitro: \| Menegali (Roma) \| |
| Arbitro:                            | Menegali (Roma) |       |        |                                                        |

| Arbitro: | Ballerini (La Spezia) |

|                                   |           |            |
| De Vecchi 45’ Bergossi 81’ (aut.) | Marcatori | 34’ Limido |

| Arbitro: | Pairetto (Torino) |

|                               |           |             |
| Gasparini 53’ (aut.) Riva 84’ | Marcatori | 73’ Carotti |

| Arbitro: | Menicucci (Firenze) |

|           |           |               |
| Greco 13’ | Marcatori | 20’ Ancelotti |

| Arbitro: | Benedetti (Roma) |

|                       |           |                   |
| Edinho 21’ Pulici 75’ | Marcatori | 68’ (aut.) Edinho |

| Arbitro: | Pirandola (Lecce) |

|                                     |           |                          |
| De Vecchi 25’ Greco 32’ Pircher 70’ | Marcatori | 6’ Boscolo 52’ Trombetta |

| Arbitro: | D'Elia (Salerno) |

|                  |           |             |
| Brady 38’ (rig.) | Marcatori | 79’ Carotti |

| Ascoli Piceno 13 marzo 1983 23ª giornata | Ascoli              | 0 – 0 | Inter | Stadio Cino e Lillo Del Duca\| Arbitro: \| Menicucci (Firenze) \| |
| Arbitro:                                 | Menicucci (Firenze) |       |       |                                                                   |

| Arbitro: | Pairetto (Nichelino) |

|                         |           |           |
| Penzo 31’ Sacchetti 80’ | Marcatori | 46’ Greco |

| Arbitro: | Lanese (Messina) |

|                             |           |                 |
| Novellino 14’ De Vecchi 79’ | Marcatori | 55’ Criscimanni |

| Arbitro: | Ballerini (La Spezia) |

|                                                           |           |  |
| Bettega 7’ Rossi 26’ (rig.), 68’ Tardelli 34’ Platini 72’ | Marcatori |  |

| Arbitro: | Longhi (Roma) |

|                |           |  |
| Passarella 70’ | Marcatori |  |

| Arbitro: | Lo Bello (Siracusa) |

|                                |           |  |
| Greco 67’ De Vecchi 85’ (rig.) | Marcatori |  |

| Arbitro: | Lanese (Messina) |

|                  |           |             |
| Brini 44’ (aut.) | Marcatori | 78’ Boldini |

| Arbitro: | Menegali (Roma) |

|                        |           |  |
| Greco 27’ Nicolini 86’ | Marcatori |  |

### Coppa Italia

#### Girone 2
| Arbitro: | Falzier (Treviso) |

|                |           |                            |
| Di Stefano 48’ | Marcatori | 36’, 61’ Greco 39’ Carotti |

| Arbitro: | Patrussi (Ravenna) |

|                                |           |                          |
| Greco 7’, 16’ (rig.), 27’, 43’ | Marcatori | 14’ De Falco 40’ Ascagni |

| Arbitro: | Menicucci (Firenze) |

|                         |           |                     |
| Nicolini 21’ Muraro 62’ | Marcatori | 17’ (aut.) Anzivino |

| Arbitro: | Pairetto (Torino) |

|                              |           |           |
| Auteri 9’ Turchetta 46’, 80’ | Marcatori | 27’ Greco |

| Arbitro: | Longhi (Roma) |

|            |           |                |
| Gritti 40’ | Marcatori | 32’, 78’ Greco |

#### Ottavi di finale
| Arbitro: | Esposito (Torre del Greco) |

|                                                          |           |  |
| Di Gennaro 4’ Sella 18’ Penzo 53’, 62’ (rig.) Dirceu 67’ | Marcatori |  |

| Ascoli Piceno 17 aprile 1983 Ritorno | Ascoli          | 0 – 0 | Verona | Stadio Cino e Lillo Del Duca\| Arbitro: \| Magni (Bergamo) \| |
| Arbitro:                             | Magni (Bergamo) |       |        |                                                               |

## Statistiche

### Statistiche di squadra
| Competizione | Punti | In casa | In casa | In casa | In casa | In casa | In casa | In trasferta | In trasferta | In trasferta | In trasferta | In trasferta | In trasferta | Totale | Totale | Totale | Totale | Totale | Totale | DR |
| Competizione | Punti | G       | V       | N       | P       | Gf      | Gs      | G            | V            | N            | P            | Gf           | Gs           | G      | V      | N      | P      | Gf     | Gs     | DR |
| ------------ | ----- | ------- | ------- | ------- | ------- | ------- | ------- | ------------ | ------------ | ------------ | ------------ | ------------ | ------------ | ------ | ------ | ------ | ------ | ------ | ------ | -- |
| Serie A      | 27    | 15      | 9       | 5       | 1       | 25      | 11      | 15           | 0            | 4            | 11           | 7            | 26           | 30     | 9      | 9      | 12     | 32     | 37     | -5 |
| Coppa Italia |       | 3       | 2       | 1       | 0       | 6       | 3       | 4            | 2            | 0            | 2            | 6            | 10           | 7      | 4      | 1      | 2      | 12     | 13     | -1 |
| Totale       |       | 18      | 11      | 6       | 1       | 31      | 14      | 19           | 2            | 4            | 13           | 13           | 36           | 37     | 13     | 10     | 14     | 44     | 50     | -6 |

### Statistiche dei giocatori[4]
| Giocatore            | Serie A  | Serie A | Serie A     | Serie A    | Coppa Italia | Coppa Italia | Coppa Italia | Coppa Italia | Totale   | Totale | Totale      | Totale     |
| Giocatore            | Presenze | Reti    | Ammonizioni | Espulsioni | Presenze     | Reti         | Ammonizioni  | Espulsioni   | Presenze | Reti   | Ammonizioni | Espulsioni |
| -------------------- | -------- | ------- | ----------- | ---------- | ------------ | ------------ | ------------ | ------------ | -------- | ------ | ----------- | ---------- |
| D. Anzivino          | 22       | 0       | ?           | ?          | 5            | 0            | ?            | ?            | 27       | 0      | ?           | ?          |
| S. Boldini           | 24       | 2       | ?           | ?          | 7            | 0            | ?            | ?            | 31       | 2      | ?           | ?          |
| F. Brini             | 27       | -35     | ?           | ?          | 6            | -8           | ?            | ?            | 33       | -43    | ?           | ?          |
| G. Carotti           | 25       | 2       | ?           | ?          | 7            | 1            | ?            | ?            | 32       | 3      | ?           | ?          |
| W. De Vecchi         | 30       | 7       | ?           | ?          | 6            | 0            | ?            | ?            | 36       | 7      | ?           | ?          |
| A. Gasparini         | 27       | 0       | ?           | ?          | 3            | 0            | ?            | ?            | 30       | 0      | ?           | ?          |
| G. Greco             | 29       | 7       | ?           | ?          | 7            | 9            | ?            | ?            | 36       | 16     | ?           | ?          |
| G. Iachini           | -        | -       | -           | -          | 1            | 0            | ?            | ?            | 1        | 0      | 0+          | 0+         |
| A. Mandorlini        | 17       | 1       | ?           | ?          | 6            | 0            | ?            | ?            | 23       | 1      | ?           | ?          |
| L. Menichini         | 24       | 0       | ?           | ?          | 7            | 0            | ?            | ?            | 31       | 0      | ?           | ?          |
| P. Monelli           | 22       | 2       | ?           | ?          | 2            | 0            | ?            | ?            | 24       | 2      | ?           | ?          |
| C. Muraro            | 15       | 0       | ?           | ?          | 5            | 1            | ?            | ?            | 20       | 1      | ?           | ?          |
| L. Muraro            | 3        | -2      | ?           | ?          | 1            | -5           | ?            | ?            | 4        | -7     | ?           | ?          |
| E. Nicolini          | 29       | 1       | ?           | ?          | 5            | 1            | ?            | ?            | 34       | 2      | ?           | ?          |
| W. Novellino         | 27       | 5       | ?           | ?          | 6            | 0            | ?            | ?            | 33       | 5      | ?           | ?          |
| H. Pircher           | 24       | 2       | ?           | ?          | 7            | 0            | ?            | ?            | 31       | 2      | ?           | ?          |
| A. Regoli            | -        | -       | -           | -          | 1            | 0            | ?            | ?            | 1        | 0      | 0+          | 0+         |
| F. Scorsa            | 20       | 0       | ?           | ?          | -            | -            | -            | -            | 20       | 0      | 0+          | 0+         |
| D. Stallone          | -        | -       | -           | -          | 1            | 0            | ?            | ?            | 1        | 0      | 0+          | 0+         |
| C. Trevisanello (II) | 14       | 0       | ?           | ?          | 4            | 0            | ?            | ?            | 18       | 0      | ?           | ?          |
| F. Zahoui            | 3        | 0       | ?           | ?          | 5            | 0            | ?            | ?            | 8        | 0      | ?           | ?          |